# Адмирал Дот
Адмирал Дот (1859. или 1863. - 28. октобар 1918), рођен као Леополд С. Кан, био је патуљасти извођач за П. Т. Барнума.

## Биографија
Рођен је 1859. или 1863. у Сан Франциску од Габријела Кана и његове супруге Каролине. Мајка му је родила десеторо деце, од којих је троје преживело. Његова два брата патуљка били су познати као мајор Атом и генерал Пин (рођен 1881). Њихова мајка је проглашена лудом и затворена након што је покушала да удави генерала Пин када је имао две године.
Барнум је једном приликом написао:
| „ | Током недеље коју смо провели у разгледању Сан Франциска и његових предграђа [1869.] открио сам патуљка мањег од генерала Тома Тамба кад сам га први пут нашао, и тако згодног, добро обликованог и задивљујућег, да сам нисам могао да одолим искушењу да га ангажујем. Дао сам му субрикет Адмирала Дота, обукао га у комплетну адмиралову униформу и позвао уреднике часописа Сан Франциско да га посете у салонима хотела Космополитан. Одмах је дошло до огромне фуроре, и Вудвард'с Гарденс, где је "Дот" био изложен три недеље пре одласка на исток, свакодневно је био претрпан гомилом његових знатижељних суграђана, пред чијим је очима толико дуго живео неоткривен. | ” |

Почевши од 1877. године наступао је са америчком Лилипутијан компанијом. 1890 -их је путовао са циркусом Адама Форепоха.
Оженио се патуљком Лоти Наоми Свартвуд 14. августа 1892. Имали су двоје деце кћерку Хазел Кан Голден (1892-1918) и сина Габријела Кана (1896-1982). Умро је од пандемије грипа 1918. године у свом дому у Вајт Плејнсу у Њујорку 28. октобра 1918. године, стар 59 година.